# Château de Brancepeth
Le château de Brancepeth est un château situé dans le village de Brancepeth, dans le comté de Durham, en Angleterre, à environ 8 km au sud-ouest de la ville de Durham. Il s'agit d'un bâtiment classé Grade I.

## Histoire
Une succession de bâtiments occupe le site. Le premier est un château normand construit par les Bulmer, qui est reconstruit par les Neville à la fin du XIVe siècle. Pendant de nombreuses années, le château appartient à la famille Neville jusqu'à ce qu'en 1569, il soit confisqué par la Couronne à la suite de l'implication de la famille dans le soulèvement du Nord .

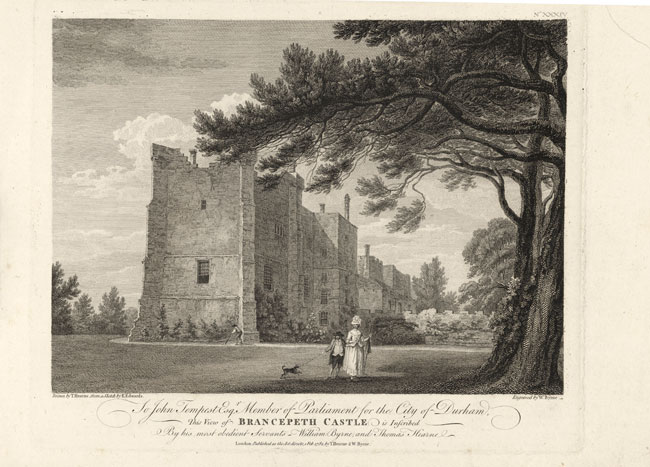
Gravure du château de Brancepeth en 1782, avant son agrandissement au XIX

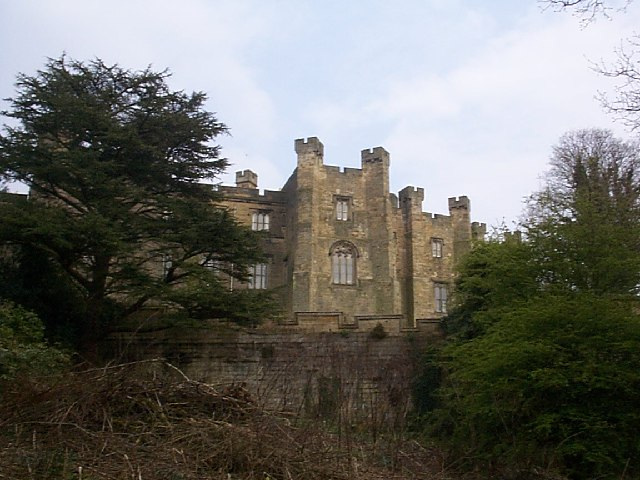
Côté ouest du château. L'ajout du XIX à une partie plus ancienne du château est visible sous la tourelle de gauche. Au premier plan, la Renouée du Japon

Il y a plusieurs autres propriétaires depuis cette époque . Au début du XVIIe siècle, le domaine est concédé par la Couronne à Robert Carr (1er comte de Somerset), à qui il est ensuite confisqué en raison de son implication dans un scandale d'empoisonnement . En 1636, trois hommes qui ont acheté le château aux commissaires du roi en 1633 le revendent à Ralph Cole de Newcastle . Son petit-fils, Sir Ralph Cole, 2e baronnet, vend la propriété le 9 avril 1701  à Sir Henry Belaysyse, dont la fille est impliquée avec Bobby Shafto (en) et qui aurait inspiré la célèbre chanson . En 1796, le château est acquis par William Russell (1734-1818) de Newbottle près de Sunderland, un riche banquier et propriétaire de la mine  et père de Matthew Russell (1765-1822), député de Saltash en 1818, qui dans les années 1820 dépense beaucoup pour la reconstruction du château . Le bâtiment actuel est en grande partie son œuvre, d'après les plans de l'architecte John Paterson (architecte) et amélioré au milieu du XIXe siècle par l'architecte Anthony Salvin pour William Russell. Pendant la Première Guerre mondiale le château est utilisé comme hôpital par les convalescents de l'hôpital général de Newcastle . En 1939, il devient le quartier général du régiment du Durham Light Infantry, qui érige un camp militaire de plus de 100 huttes au sud du village pendant la Seconde Guerre mondiale . Le Durham Light Infantry quitte le château en 1962 .
Le château est maintenant la propriété privée de la famille Dobson. Margaret Dobson, épouse de l'éditeur Dennis Dobson, achète le château en 1978 pour stocker les livres de l'entreprise lorsque le bail de ses locaux de Notting Hill expire . Son mari est décédé cette année-là avant le déménagement vers le nord, mais la famille a néanmoins déménagé et Margaret Dobson restaure le bâti et l'intérieur du bâtiment, notamment le toit en plomb, qui a été dépouillé par un ancien locataire. Elle rénove de nombreuses salles de réception principales pour les utiliser comme lieu de vente aux enchères et de foires artisanales semestrielles, des pièces shakespeariennes sont mises en scène dans la cour principale et des chambres sont louées à des étudiants de troisième cycle de l'Université de Durham et à d'autres locataires . Margaret Dobson est décédée à l'âge de 86 ans le 19 octobre 2014,.
Une réserve d'affiches politiques françaises originales de 1968 a ensuite été retrouvée dans la cave du château par le fils des Dobsons, Oliver, et présentée dans l'émission de la BBC Inside Out North East & Cumbria en février 2019 .